# آدام راگا

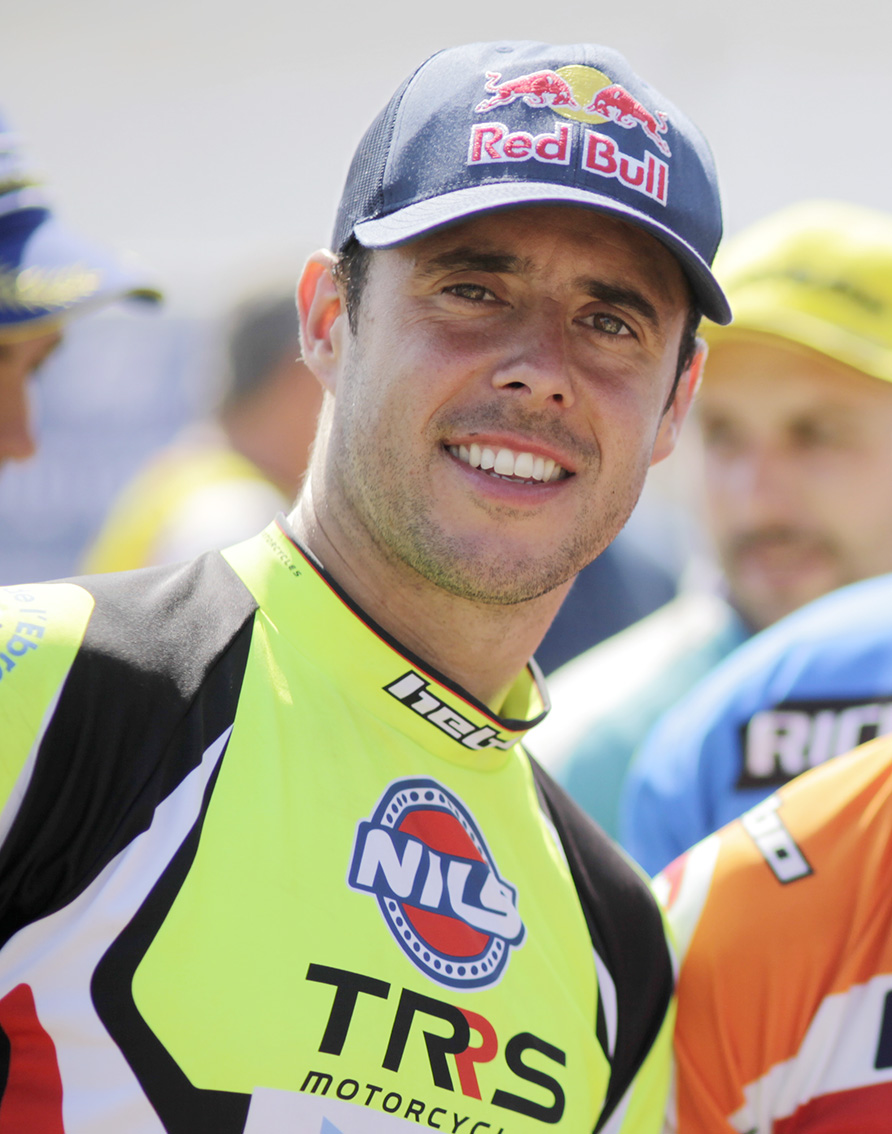
کومبلین-او-پونت/بلژیک ۲۰۱۸

آدام راگا (زاده ۶ آوریل ۱۹۸۲) در اولدکونا، استان تاراگونا، کاتالونیا، اسپانیا) یک موتور تریال سوار اسپانیایی است.
راگا در رزومهٔ حرفه ای موتورسواری خود سابقهٔ کسب ۴ مقام قهرمانی جهان در مسابقات داخل سالنی موتور تریال و ۲ مقام قهرمانی جهان در مسابقات خارج از سالن را دارد.

## دستاوردهای ورزشی
- ۱۹۹۹ - دوم در مسابقات قهرمانی اروپا (۲۸۰ سی سی)
- ۲۰۰۰ - قهرمان نوجوانان جهان (۲۸۰ سی سی) و قهرمان اروپا (۲۸۰ سی سی)
- ۲۰۰۱ - قهرمان مسابقات تیم‌های ملی در جهان
- ۲۰۰۳ - قهرمان جهان در مسابقات داخل سالن Trial (۲۸۰ سی سی) و چهارمین مسابقات قهرمانی جهان در فضای باز آزمایشی
- ۲۰۰۴ - قهرمان جهان در مسابقات داخل سالن Trial (۳۰۰ سی سی) و سوم در مسابقات قهرمانی جهان در خارج از سالن (فضای باز یا طبیعت)
- ۲۰۰۵ - قهرمان جهان در مسابقات داخل سالن Trial (۳۰۰ سی سی) و قهرمان جهان در خارج از سالن (فضای باز یا طبیعت)
- ۲۰۰۶ - قهرمان جهان در مسابقات داخل سالن Trial (۳۰۰ سی سی) و قهرمان جهان در فضای باز (طبیعت)
- ۲۰۰۷ - مقام دوم در مسابقات قهرمانی جهان داخل سالن - مقام دوم در مسابقات قهرمانی جهان در فضای باز (طبیعت)
- ۲۰۰۸ - مقام دوم در مسابقات قهرمانی جهان داخل سالن - مقام دوم در مسابقات قهرمانی جهان در فضای باز (طبیعت)
- ۲۰۰۹ - مقام دوم در مسابقات قهرمانی جهان داخل سالن - مقام سوم در مسابقات قهرمانی جهان در فضای باز (طبیعت)
- ۲۰۱۰ - مقام دوم در مسابقات قهرمانی جهان داخل سالن - مقام سوم در مسابقات قهرمانی جهان در فضای باز (طبیعت)
- ۲۰۱۱ - مقام دوم در مسابقات قهرمانی جهان داخل سالن - مقام سوم در مسابقات قهرمانی جهان در فضای باز (طبیعت)
- ۲۰۱۲ - مقام دوم در مسابقات قهرمانی جهان داخل سالن - مقام سوم در مسابقات قهرمانی جهان در فضای باز (طبیعت)
- ۲۰۱۳ - مقام دوم در مسابقات قهرمانی جهان داخل سالن - مقام دوم در مسابقات قهرمانی جهان در فضای باز (طبیعت)

## عنوان‌ها
- ۲ بار قهرمان جهان موتور تریال در فضای باز یا طبیعت در سال‌های ۲۰۰۵، ۲۰۰۶

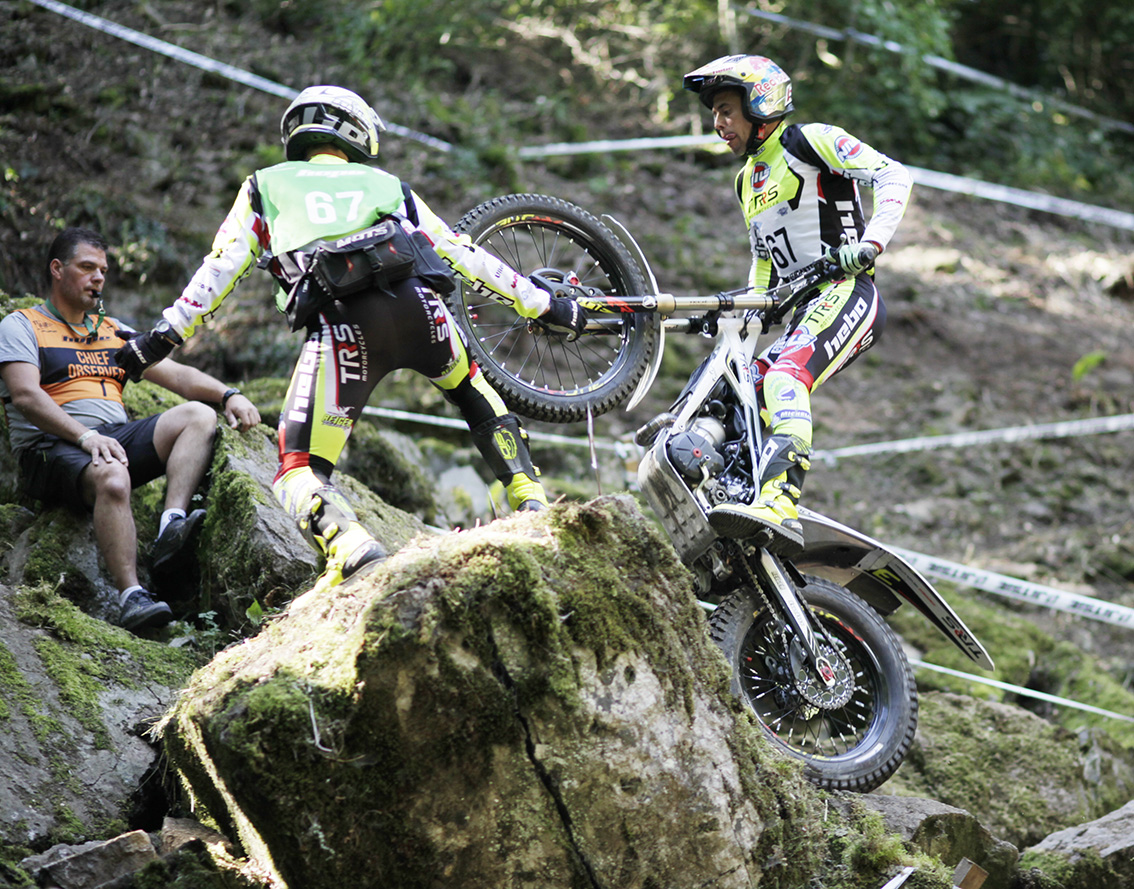
Comblain-au-Pont/بلژیک ۲۰۱۸

- Comblain-au-Pont/بلژیک ۲۰۱۸ ۴ بار قهرمان جهان مسابقات داخل سالن موتور سیکلت تریال در سال‌های ۲۰۰۳، ۲۰۰۴، ۲۰۰۵، ۲۰۰۶
- ۶ بار قهرمان موتور تریال اسپانیا در سال‌های ۲۰۰۴، ۲۰۰۵، ۲۰۰۷، ۲۰۰۸، ۲۰۱۰، ۲۰۲۰[۲]
- ۴ بار قهرمان مسابقات داخل سالن اسپانیا در سال‌های ۲۰۰۳، ۲۰۰۴، ۲۰۰۵، ۲۰۰۷
- ۱۶ بار قهرمان مسابقات تیم ملی موتور تریال جهان در سال‌های ۲۰۰۱، ۲۰۰۴، ۲۰۰۵، ۲۰۰۶، ۲۰۰۷، ۲۰۰۸، ۲۰۰۹، ۲۰۱۰، ۲۰۱۱، ۲۰۱۲، ۲۰۱۳، ۲۰۱۴، ۲۰۱۵، ۲۰۱۶، ۲۰۱۷ و ۲۰۲۱